# Marcel-Ernest Bidault
Marcel-Ernest Bidault (ur. 11 maja 1938 w Bois-Guillaume) – francuski kolarz szosowy, złoty medalista mistrzostw świata.

## Kariera
Największy sukces w karierze osiągnął w 1963 roku, kiedy reprezentacja Francji w składzie: Michel Bechet, Dominique Motte, Marcel-Ernest Bidault i Georges Chappe zdobyła złoty medal w drużynowej jeździe na czas na mistrzostwach świata w Ronse. Był to jednak jedyny medal wywalczony przez niego na międzynarodowej imprezie tej rangi. W tej samej konkurencji Francuzi z Bidaultem w składzie zajęli też szóste miejsce na mistrzostwach świata w Salò w 1962 roku oraz rozgrywanych dwa lata później mistrzostwach świata w Sallanches. Szóste miejsce w drużynie zajął także na igrzyskach olimpijskich w Tokio w 1964 roku.